# اينونفيسي
اينونفيسي هي عبارة عن بحيرة كبيرة نوعا ما من ناحية الحجم تقع هذه البحيرة في منطقة تجمعات المياه الرئيسية فووكسي. وهذه البحيرة تقع في مناطق سافو الجنوبية وسافو الشمالية في دولة فنلندا. بل هي تعتبر جزء من منظومة بحيرة سايما.

## مصادر

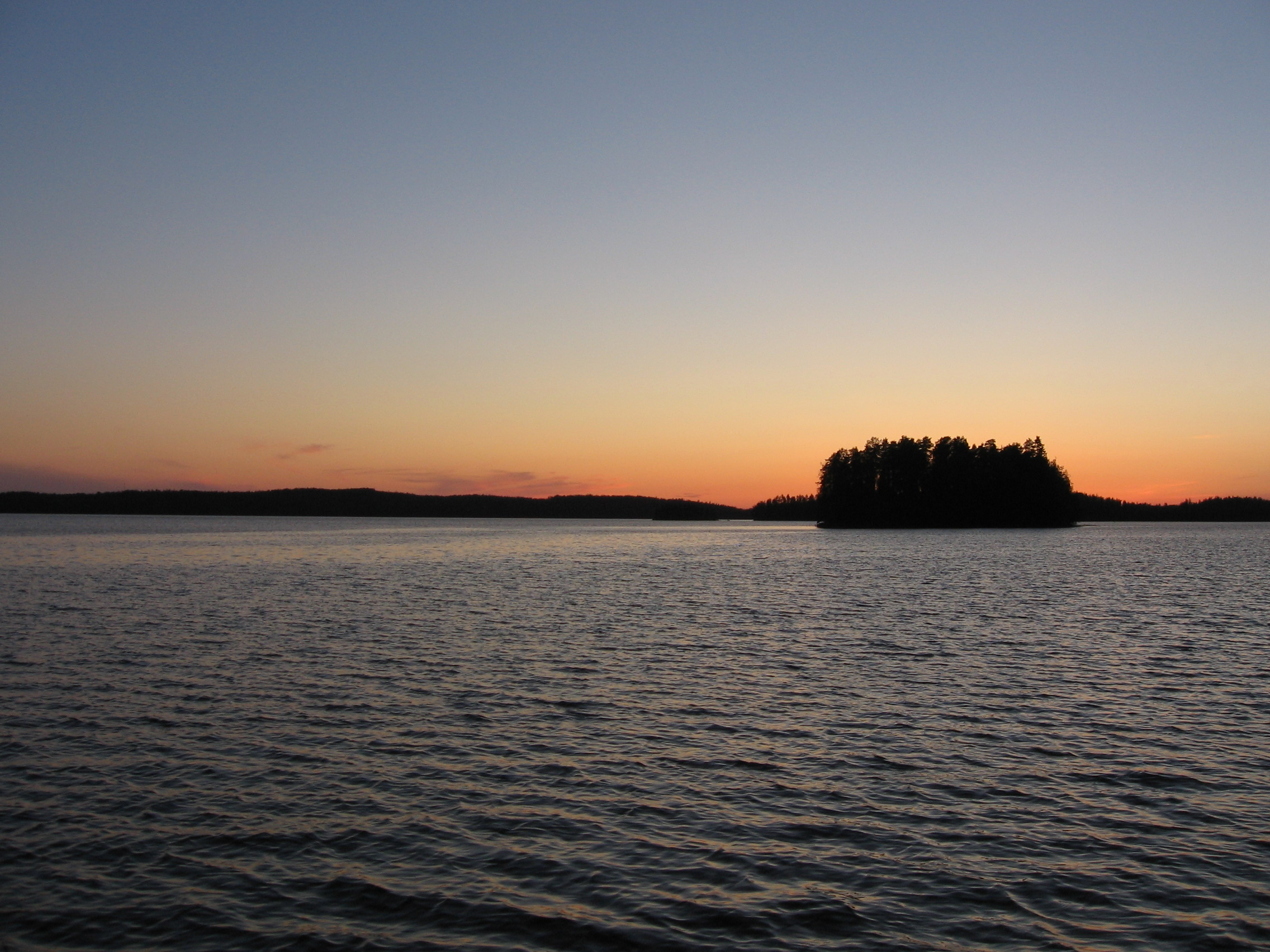
بحيرة أينونفيسي في المساء